# الناصرة (خيران المحرق)

تعديل مصدري - تعديل

الناصرة هي إحدى قرى عزلة شرقي الخميسين بمديرية خيران المحرق التابعة لمحافظة حجة، بلغ تعداد سكانها 471 نسمة حسب تعداد اليمن لعام 2004.